# Malacorhynchus scarletti
Malacorhynchus scarletti ist eine ausgestorbene neuseeländische Entenart, die eng mit der australischen Rosenohrente (Malacorhynchus membranaceus) verwandt war. Benannt wurde sie 1977 von Storrs Lovejoy Olson zu Ehren des neuseeländischen Ornithologen Ron Scarlett, der 1941 den Holotypus entdeckte. 1998 wurden jedoch im Otago Museum bis dato unbeschriebene Knochen der Art wiederentdeckt, die bereits im Jahre 1903 gefunden wurden. In den Museumssammlungen sind heute mindestens 32 Knochen bekannt, die im Pyramid Valley und bei Ngāpara auf der Südinsel sowie am Lake Poukawa auf der Nordinsel gefunden wurden. 
Mit 800 Gramm war Malacorhynchus scarletti etwa doppelt so schwer wie die Rosenohrente. Wie ihre australische Verwandte hatte auch Malacorhynchus scarletti einen breiten Schnabel, der auf das Filtern der Nahrung im flachen Wasser spezialisiert war. Dies weist auf eine Nahrungsweise hin, bei der die Wasserfläche nach Nahrungspartikeln – vermutlich vornehmlich kleine Wasserinsekten – durchseiht wurde. Aufgrund des wenigen fossilen Materials wird vermutet, dass Malacorhynchus scarletti auch in prähistorischer Zeit in Neuseeland nicht häufig war. Sie präferierte offenbar flache, offene Gewässer, von denen es zu dieser Zeit in dem stark bewaldeten Neuseeland nicht viele gab. Die Rosenohrente ist dagegen sehr gesellig und bildet Schwärme, die in die Tausende gehen. 
Knochenfunde aus den Muschelhaufen der Māori in Wairau Bar und am Lake Grassmere in der Region Marlborough lassen den Schluss zu, dass die Art stark bejagt wurde. Sie starb vermutlich im 16. Jahrhundert aus.